# Дуби князя Володимира
Дуби князя Володимира — зниклі вікові дерева, що зростали в Київській області.
Обхват першого дуба 4,30 м, висота 22 м, вік близько 400 років. Обхват другого дуба 3,80 м, третього — 3,70 м. Висота 14 м. Вік обох близько 300 років. Ростуть поруч з  Дзвінковою криницею, на території Київської лісової науково-дослідної станції Старопетрівського лісництва, кв. 163, вид. 12, недалеко від с. Старі Петрівці (Вишгородський район, Київська область). Дуби розташовані в одну лінію в двадцяти метрах один від одного, на пагорбі поруч з парканом урядової резиденції Межигір'я.
Дубами  князя Володимира називали в XIX ст. вікові дуби. Найзнаменитіший з них знаходився в Межигір'ї і вважався однією з місцевих визначних пам'яток. Багато містян спеціально приїжджали на прогулянкових пароплавчиках в Межигірську ущелину — помилуватися місцевою природою, в тому числі віковим дубом. Його називали «живою книгою рідної історії». Так само були відомі «великокнязівські дуби» у парку Лукашевича (в районі нинішньої площі Шевченка). Так само багато дубів було в багатьох садибах від Китаєва до Голосієва. Але за минулі півтора століття реліктових дубів у  Києві майже не залишилося. Загинув і знаменитий дуб в Межигір'ї. Тільки в передмістях і Лисогірському заповіднику частина дубів збереглася. При тому мова йде не про 1000-літні дуби, а про їх молодших 500-річних побратимів. Дерева, як правило, не охороняються, дупла не цементуються, дерева пропадають одне за одним.

## Ресурси Інтернету
- Фотогалерея видатних вікових дерев міста Києва [Архівовано 12 березня 2012 у WebCite]